# Carlo II Malatesta de Sogliano
Carlo II Malatesta de Sogliano fou fill de Rambert III Novello Malatesta de Sogliano. Fou comte sobirà Sogliano, comte de Talamello (per renúncia de la comtessa Lucrècia Malatesta de Talamello), comte de Pondo, comte de San Giovanni in Galilea (adquirit per compra a Corneli Malatesta de San Giovanni), i senyor de Montegelli, Rontagnano, Savignano di Rigo, Pietra dell'Uso, Montepetra, Strigara, Seguno, Spinello, Pratolina, Rufiano, Meleto, Sapeto, Cigna, Bucchio, Monteguidi, Pozzuolo Vallenzera, Sassetta i Soasia. Va vendre Monteguidi als Tiberti de Cesena.
Fou capità venecià (1521) i coronel (1528) i governador militar venecià a Crema (1538 al 1541) i a Verona (1541). Capità general del Friul (1541-1542). Fou acusat pel seu germà Galeotto Malatesta de Sogliano d'incest amb la seva jove Virgínia Accolti, dona del seu fill Joan Baptista Malatesta de Sogliano (amb la declaració d'una cambrera) i la sentència del 15 de desembre de 1542 el va condemnar a mort i confiscació dels béns.
Fou executat a Màntua el 10 d'octubre de 1544. Estava casat des del 1521 amb Elisabetta Gritti, Patrícia de Venècia. Fou el pare de Joan Baptista I Malatesta de Sogliano, Pandolf Malatesta de Sogliano, Robert (prepòsit comendatari de San Cristoforo de l'orde dels humiliats de Lodi el 1549 i cambrer d'honor del cardenal Pisani, mort el 1575), Laura, Lucrècia (va comprar a Joan Baptista I Malatesta de Sogliano el feu de San Martino in Converseto), Rafela, Teodora, Isabel·la, i quatre fills naturals: Hipòlit (legitimat per un comte palatí el 1545 i declarat hereu pel pare en el testament atorgat el 6 de juny de 1542, però no va poder ser investit per l'oposició del Papa i va morir vers el 1585), Cecília, Juli i Marsílio Fabrízio.